# آلان هوراس
آلان هوراس (بالفرنسية: Alain Horace)‏ (4 ديسمبر 1971 بأنتاناناريفو في مدغشقر - ) هو لاعب كرة قدم فرنسي في مركز الوسط. لعب مع نادي ميلوز ونادي هارتلبول يونايتد ونادي آير يونايتد.

## وصلات خارجية
- آلان هوراس على موقع قاعدة بيانات كرة القدم.إي يو (الإنجليزية)